# Светкавична война
Blitzkrieg пренасочва насам.  За едноименната компютърна игра вижте Blitzkrieg (игра).
Светкавичната война (от немското Blitzkrieg) е нападателна оперативна военна доктрина, която се състои от предварителна бомбардировка (с артилерия или ВВС) и последваща атака с моторизирани сили, които използват елементите на бързина и изненада за предотвратяване изграждането на хомогенна вражеска отбрана.
Основният принцип на този тип операции е развит през XX век от няколко държави и приет през годините след Първата световна война, основно от немския Вермахт, за да вгради съвременни оръжия и моторизирани сили като метод за предотвратяване на патовото положение, създадено от ровове и окопи в бъдещи конфликти. Първото практическо осъществяване на тази доктрина се провежда от Вермахта през Втората световна война.
Стратегията представлява ефективно решение за немската инвазия в Западна Европа и вътрешните операции в СССР. Тези операции зависят от изненадващи прониквания във вражеска територия, фундаментална липса на готовност във врага и невъзможността за бързи противодействия на офанзивата на нападателя.